# Christian Mansell
Christian Mansell, né le 9 février 2005 à Maitland, est un pilote automobile australien.

## Biographie
Christian Mansell naît le 9 février 2005 à Maitland. Son père, Anthony, est le dirigeant de AJM Transport, une entreprise de logistique et de fret basée en Nouvelle-Galle du Sud. Celui-ci est également impliqué dans la gestion de l'antenne australienne de Castrol, qui soutient Christian depuis ses débuts en sport automobile. 
Il n'a pas de lien de parenté avec Nigel Mansell, champion du monde de Formule 1 1992.

### De la Formule 4 à l'Euroformula Open
En 2019, Mansell fait ses débuts en monoplace dans le championnat de voitures de course de Nouvelle-Galles du Sud. Il participe aussi à deux manches du championnat australien de Formule 4 avec AGI Sport et termine toutes les courses sauf une dans les sept premiers. En raison de son statut de pilote invité, Mansell ne marque cependant pas de point et n'est donc pas classé au championnat. 
Pour 2020, Mansell part au Royaume-Uni et rejoint le championnat britannique de Formule 4, chez Carlin où il fait équipe avec Zak O'Sullivan et Matías Zagazeta. Alors que l'Australien ne réussit à remporter qu'une seule victoire sur le circuit de Brands Hatch, contrairement aux neuf d'O'Sullivan au cours de la saison, il obtient quatre autres podiums, dont deux troisièmes places et une deuxième place lors de la dernière manche. Il termine septième du championnat et sort victorieux de la Rookie Cup de cette saison, remportant ce titre avec un écart de 61,5 points avec Frederick Lubin.
En 2021, Mansell reste chez Carlin et rejoint le championnat britannique de Formule 3. Il remporte sa première victoire de la saison grâce à la grille inversée à Brands Hatch après avoir dépassé six voitures durant toute la course. Il remporte une autre victoire à Spa-Francorchamps et monte sur trois autres podiums. Il termine troisième du championnat avec 371 points. La même année, il fait ses débuts en Euroformula Open également à Spa-Francorchamps soutenu par Carlin où il termine les trois courses dans le top six. Il revient pour les deux dernières manches avec Motopark cette fois. Il monte sur son premier podium à Monza avant de terminer la saison à Barcelone. Il termine onzième avec 79 points.

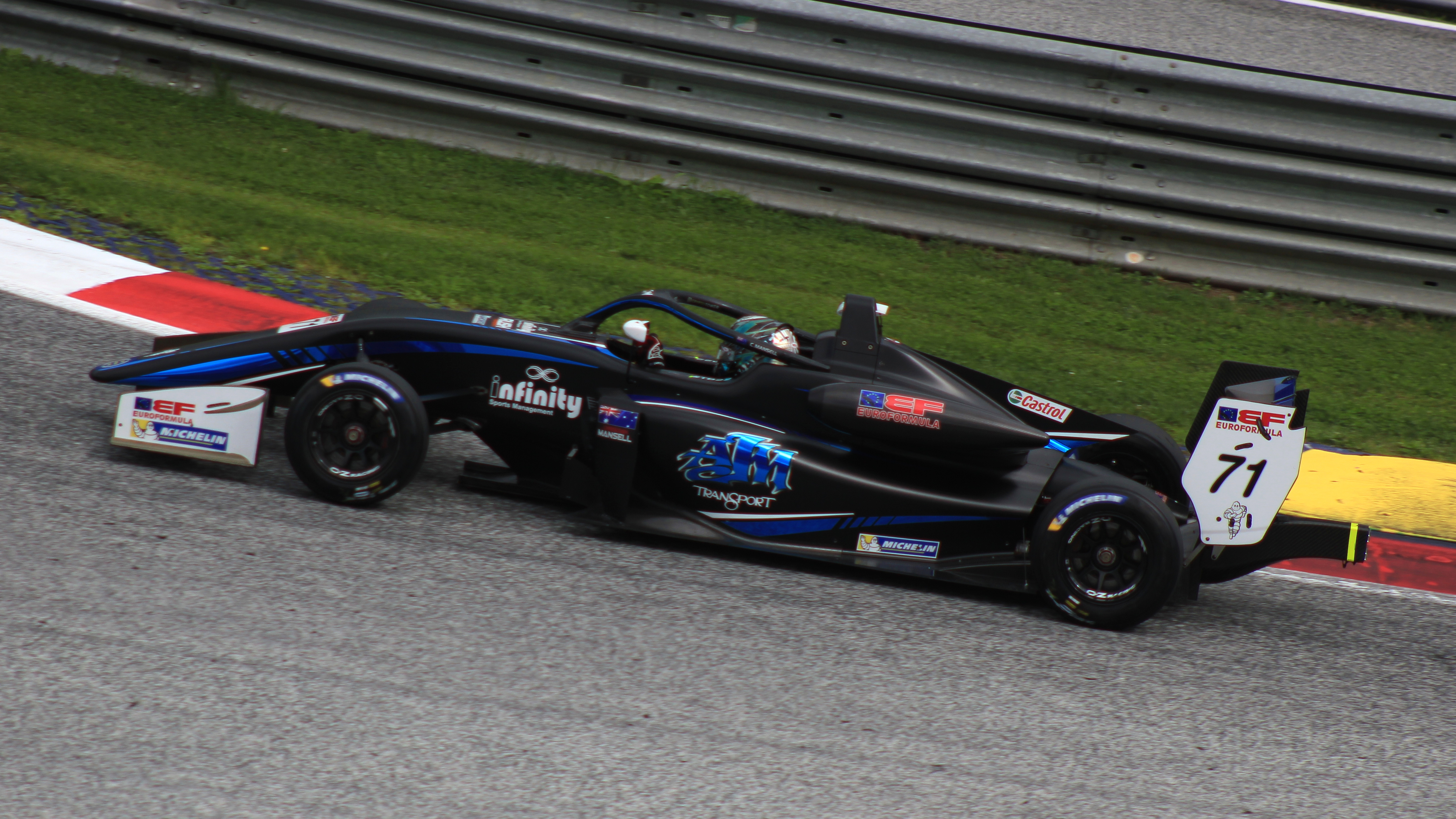
Christian Mansell en Euroformula Open, sur le Red Bull Ring en 2022.

En 2022, Mansell se réengage pour une deuxième saison chez CryptoTower Racing où il fait équipe avec Vladislav Lomko et Josh Mason. Il démarre sa saison avec une victoire à Estoril, il termine deux fois deuxième à Pau signant également sa seule pole position de l'année avant d'enchaîner sur une série de quatre podiums à la suite dont une victoire, sa troisième et dernière de la saison, acquise sur le Hungaroring. Il obtient deux autres podiums lors des manches suivantes avant d'essuyer un double abandon lors de la manche de Monza ; le premier dû à un spectaculaire accrochage avec Francesco Simonazzi qui envoie sa voiture sur le toit. Protégé par son Halo, il s'en sort sans blessures. Lors de la dernière manche à Barcelone, il termine sur le podium lors de la première course puis termine quatrième des deux courses suivantes. Il termine sa saison à la troisième place du championnat avec un total de 381 points, trois victoires et quinze podiums.

### Formule 3 FIA

#### 2022: Premières courses
Mansell fait sa toute première apparition dans le championnat de Formule 3 FIA 2022, au Hungaroring avec Charouz Racing System où il remplace alors Zdeněk Chovanec. Il connaît deux week-ends décevants, obtenant une 22e place lors de la course sprint et surpassant également son coéquipier László Tóth,. Mansell revenant ensuite à sa campagne principale à l'Euroformula Open avant l'épreuve de Zandvoort, il est à son tour remplacé par David Schumacher. L'Australien se classe trente-huitième du championnat.

#### 2023: Première saison complète

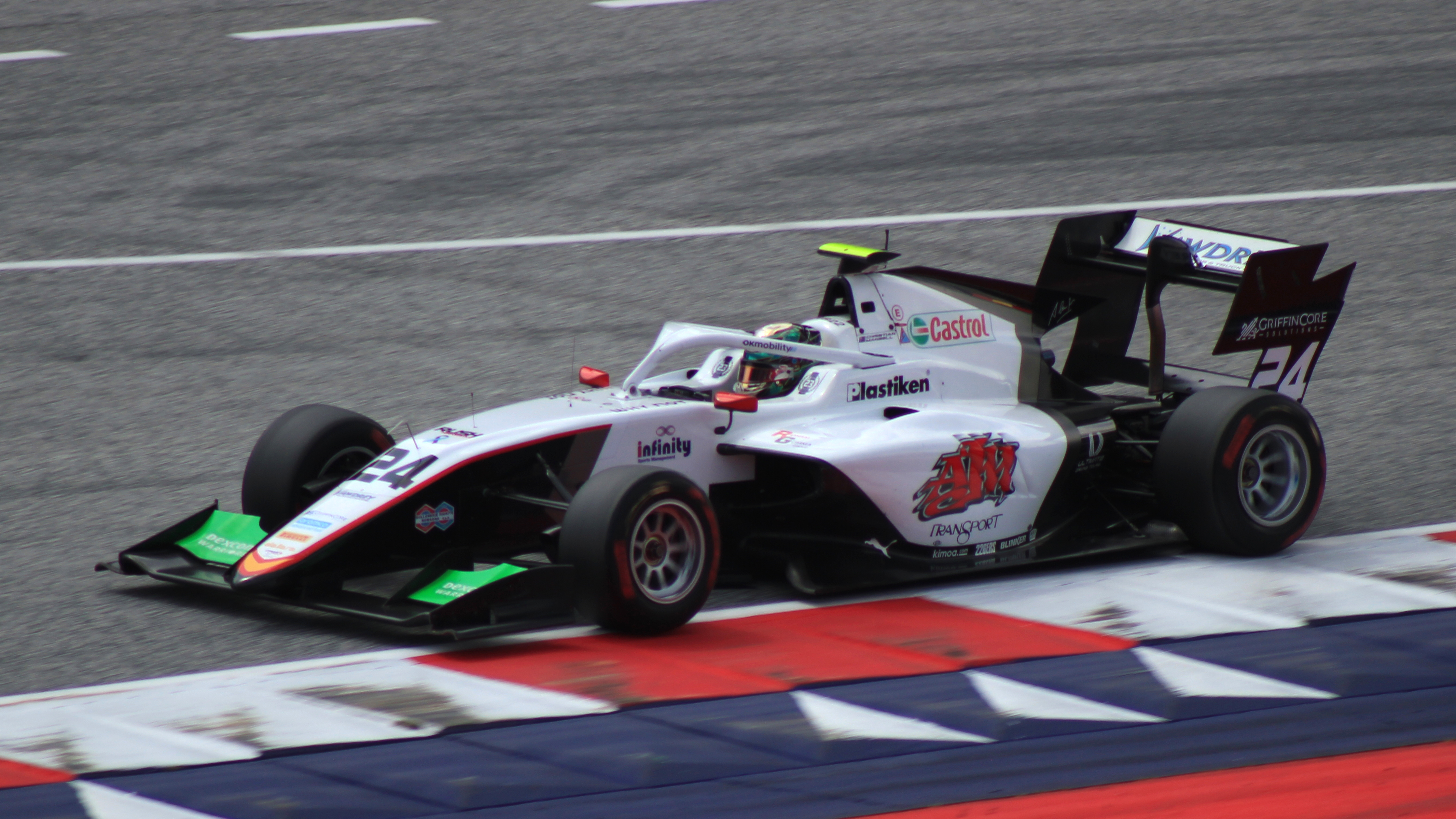
Christian Mansell en Formule 3 FIA, sur le Red Bull Ring en 2023.

Fin septembre, Mansell participe aux essais d'après-saison avec Campos Racing lors des deux premiers jours. Le 28 novembre, Campos annonce la titularisation de l'Australien pour la saison 2023. Il inscrit ses premiers points de la saison à Melbourne en terminant neuvième de la course sprint après la disqualification des trois pilotes de l'équipe MP Motorsport puis dixième de la course principale. À Monaco, il échoue à terminer dans les points et à Barcelone, il est envoyé dans les graviers par Gabriele Minì lors de la course sprint puis termine dixième de la course principale. En Autriche, il termine septième de la course sprint.
La manche de Silverstone est un coupe de force pour l'Australien qui s'est qualifié quatrième : Ayant fait le choix de rester en pneus slicks, il grimpe de la septième à la troisième place dans le dernier tour grâce à un dépassement remarqué sur Caio Collet. Il enchaîne avec une cinquième place lors de la course principale puis une sixième place lors de la course sprint de Budapest. À Spa-Francorchamps, il se qualifie vingt-troisième pour la course sprint puis lors de la course principale, il réalise un festival de dépassement grâce aux pneus pluie qui lui permettent de remonter jusqu'en seconde place. Il termine sa saison à Monza par une septième place lors de la course sprint puis une huitième place lors de la course princiaple. Il se classe douzième du championnat avec 60 points. lors de la remise des prix de la FIA, il reçoit le "prix du meilleur come-back de l'année" pour sa performance lors de la course sprint en Belgique. Il dispute ensuite le Grand Prix de Macao avec ART Grand Prix qu'il termine à la seizième place.

#### 2024: une saison prometteuse

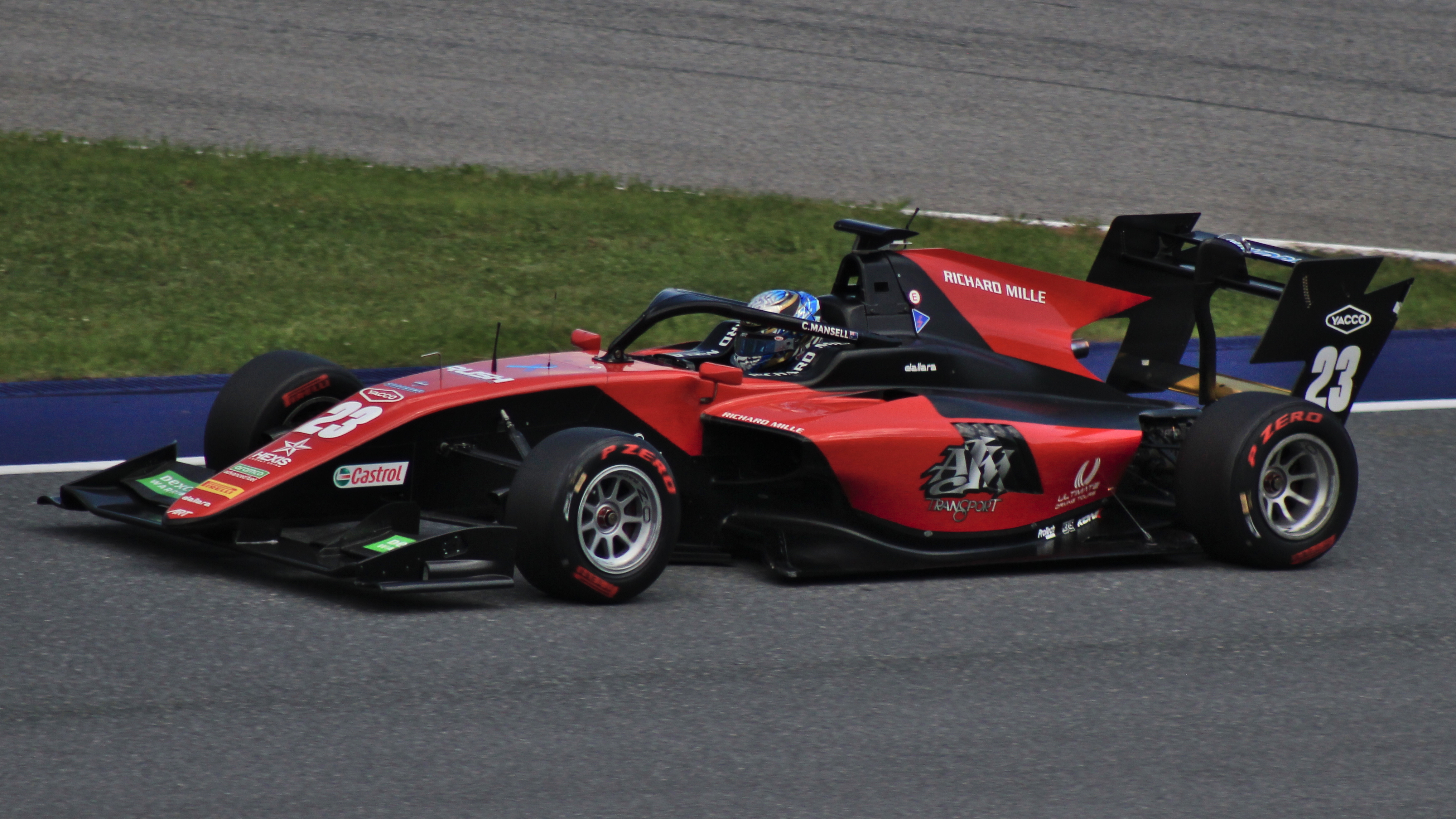
Christian Mansell en Formule 3 FIA, sur le Red Bull Ring en 2024.

Après avoir disputé les essais d'après-saison en octobre 2023, Mansell est confirmé chez ART Grand Prix pour la saison 2024. Afin de se préparer, il dispute deux manche en Formule Régionale océanique où il décroche une victoire et monte sur le podium à quatre reprises. Lors de l'ouverture de la saison à Bahreïn, il décroche son premier podium de la saison en terminant deuxième de la course principale. A Melbourne, il termine dixième des deux courses puis échoue à marquer des points lors de la manche suivante à Imola. A Monaco, il se qualifie deuxième mais lors de la course sprint, il abandonne après un accrochage avec Arvid Lindblad. le lendemain, il termine deuxième de la course principale.
Mansell décroche sa première pole position à Barcelone. Lors de cette même manche, il ne marque aucun point lors de la course sprint puis termine deuxième de la course principale après avoir été dépassé par Lindblad lors du cinquième tour. En Autriche, il termine troisième lors de la course sprint grâce à l'aide de son coéquipier Nikola Tsolov puis termine quatrième de la course principale. Il échoue ensuite à marquer des points lors des deux courses de la manche de Silverstone. En Hongrie, il se qualifie huitième puis termine termiensuccessivement cinquième et quatrième des deux courses du week-end. La manche de Spa-Francorchamps est une déception pour Mansell, qui ne ne se qualifie que vingtième et échoue à marquer des points lors des deux courses. Il reçoit même une pénalité pour avoir sorti Lindblad de la piste. À Monza, il termine à une lointaine vingt-troisième lors de la course sprint puis décroche son sixième podium de la saison lors de la course principale après disqualification de Gabriele Minì. Il se classe cinquième du championnat avec 112 points.

### Formule 2
Peu après la fin de la saison de Formule 3, Mansell rejoint la Formule 2 chez Trident en remplacement de Roman Staněk à partir de la manche de Bakou. Il termine huitième de la course principale après avoir eu un accrochage avec Gabriel Bortoleto lors d'une bataille pour la cinquième place puis termine dixième de la course principale. Au Qatar, il se qualifie vingtième mais grâce à un pit-stop brillant, il remonte pour terminer sixième de la course principale,. Lors de la manche de Yas Marina, il termine seizième des deux courses. Il se classe vingt-cinquième avec 10 points. 
Il dispute ensuite les essais d'après-saison avec Rodin Motorsport avant d'être confirmé quelques jours plus tard pour la saison 2025. Le 4 mars 2025, à deux semaines du début de la saison à Melbourne, il annonce sur ses réseaux sociaux qu'il "s'éloigne des circuits pour un petit moment", en évoquant des raisons personnelles et déclare forfait pour la saison 2025. Il est remplacé par le Belge Amaury Cordeel.

## Résultats
| Saison | Championnat                              | Écurie                | Courses | Victoires | Pole positions | Meilleurs tours | Podiums | Points | Classement |
| ------ | ---------------------------------------- | --------------------- | ------- | --------- | -------------- | --------------- | ------- | ------ | ---------- |
| 2019   | Formula Race Cars Nouvelle Galles du Sud | AGI Sport             | 3       | 0         | 0              | 0               | 0       | 0†     | n.c        |
| 2019   | Championnat d'Australie de Formule 4     | AGI Sport             | 6       | 0         | 0              | 0               | 0       | 0†     | n.c        |
| 2020   | Championnat de Formule 4 Britannique     | Carlin Motorsport     | 26      | 1         | 0              | 0               | 5       | 163    | 7e         |
| 2021   | Championnat de Formule 3 Britannique     | Carlin Motorsport     | 24      | 2         | 0              | 1               | 5       | 371    | 3e         |
| 2021   | Euroformula Open                         | Carlin Racing         | 3       | 0         | 0              | 0               | 0       | 79     | 11e        |
| 2021   | Euroformula Open                         | Team Motopark         | 6       | 0         | 0              | 0               | 1       | 79     | 11e        |
| 2022   | Euroformula Open                         | CryptoTower Racing    | 26      | 3         | 1              | 3               | 15      | 381    | 3e         |
| 2022   | Formule 3 FIA                            | Charouz Racing System | 4       | 0         | 0              | 0               | 0       | 0      | 38e        |
| 2023   | Formule 3 FIA                            | Campos Racing         | 18      | 0         | 0              | 0               | 2       | 60     | 12e        |
| 2024   | Formule Régionale Océanie                | Giles Motorsport      | 6       | 1         | 2              | 1               | 4       | 135    | 9e         |
| 2024   | Formule 3 FIA                            | ART Grand Prix        | 20      | 0         | 1              | 0               | 5       | 112    | 5e         |
| 2024   | Formule 2                                | Trident               | 6       | 0         | 0              | 0               | 0       | 10     | 25e        |

† Mansell étant un pilote invité, il était inéligible pour marquer des points.